# الواح وصایا
الواح وصایا وصیت‌نامهٔ عبدالبهاء، مبین آثار آیین بهائیت است. این اثر شامل ۳ لوح است، که در آن وظایف ایادیان امرالله و همچنین مقام ولایت امری مشخص گردیده‌ است. عبدالبهاء در این الواح، شوقی افندی را به عنوان جانشین خویش در مقام «ولی امرالله» اعلام می‌کند و نظامی برای انتخابات بیت‌العدل اعظم، مؤسسه‌ای که بهاءالله تشکیل آن را تعیین کرده بود، مشخص می‌نماید. الواح وصایا نخستین بار به‌صورت عمومی در ۳ ژانویهٔ ۱۹۲۲، یک ماه بعد از فوت عبدالبهاء خوانده شد.